# Marie-Paule Farina
Œuvres principales
- Le Rire de Sade. Essai de sadothérapie joyeuse
- Flaubert, les luxures de plume
- Voilà comme j'étais. Autobiographie posthume de Sade

Marie-Paule Farina, née Marie-Paule Granès le 11 mars 1944 à Nemours (Algérie), est une essayiste et philosophe française.

## Biographie
Marie-Paule Farina a passé son enfance en Algérie. Étudiante à l'Université d'Alger, elle y rencontre Raymond Farina avec qui elle partage sa vie depuis 60 ans. Professeur de philosophie aujourd'hui à la retraite, elle vit à St Denis de la Réunion. Elle a séjourné en République Centrafricaine de 1989 à 1991, et révèle ses talents de romancière dans des chroniques autobiographiques publiées par épisodes par l'Institut Charles Cros. 
Spécialiste du marquis de Sade, qu'elle dit aimer surtout parce qu'il réussit à la faire rire, elle lui a consacré plusieurs essais et articles: un petit Comprendre Sade illustré en 2012 qui représente «une parfaite entrée en matière pour aborder une œuvre méconnue, quoique fort célèbre», suivi de Sade et ses femmes, publié en 2016, qui retrace la relation de Sade aux femmes de sa vie, à travers sa Correspondance et son Journal où l'on découvre un homme « tendre, sincère, plus victime que bourreau ». Le Rire de Sade, publié en 2019, présente un parcours inédit à travers l'œuvre de Sade, à contre-courant de celui de la plupart des critiques qui s'y sont frottés avant elle: « Quand les critiques se prennent pour des justiciers et se conduisent en procureurs et en matamores, quand tout le monde juge tout le monde et ne comprend personne », n'est-il pas essentiel de faire entendre le rire de Sade, de « voir enfin combien notre époque, avec toutes ses certitudes, est à la fois tragique et grotesque ? ». C'est ce point de vue de Marie-Paule Farina qui rend son ouvrage singulier (et novateur) : « Avant Le Rire de Sade, personne n’avait osé souligner l’importance de la joie, du rire et de la farce dans l’œuvre de Sade ».  
En 2020, elle publie un essai sur Flaubert. À travers sa correspondance, c'est un portrait de l'amateur de Sade qu'elle y retrace, d'un « Flaubert aussi drôle qu’orphique ». 
Elle a participé au film de Marlies Demeulandre Sade, monstre des lumières diffusé par LCI le 13 décembre 2014 dans le cadre de la grande exposition du bicentenaire.

## Publications

### Essais
- Comprendre Sade, éditions Max Milo, col. « Comprendre/essai graphique », illustrations de Yves Rouvière, 2012,125 p. (ISBN 978-2-315-00357-0)[4]
- Sade et ses femmes. Correspondance et Journal, éditions François Bourin, 2016, 298 p.  (ISBN 9791025201855)
- Le Rire de Sade. Essai de sadothérapie joyeuse, aux éditions de l’institut Charles Cros/L’Harmattan, collection Éthiques de la création, 2019, 218 p.  (ISBN 9782343173023)[8]
- Flaubert, les luxures de plume, L'Harmattan/Institut Charles Cros, 168 p., 2020,  (ISBN 978-2-343-21882-3)
- Rousseau, un ours dans le salon des Lumières, L'Harmattan/Institut Charles Cros, 2021,  (ISBN 978-2-343-23892-0)[11].
- Voilà comme j'étais. Autobiographie posthume de Sade, Éditions des instants, 2022,  (ISBN 978-2491008116)[12].
- Descartes, sur la foi d’un rêve, L'Harmattan/Institut Charles Cros, collection Ethiques de la création, 2024,  (ISBN 2336463253)

### Récit à épisodes
- Trente ans avant…. Il était une fois l'Afrique, éthiques & mythes de la création, Institut Charles Cros 2020[13]